# Ivor Bolton
Ivor Bolton (Blackrod, Gran Manchester, Anglaterra, 17 de maig del 1958) és un director d'orquestra i clavicembalista anglès.
Estudià al Clare College de la Universitat de Cambridge i al Royal College of Music. Més tard s'entrenà com a repetidor a la National Opera Studio i fou nomenat director de la Schola Cantorum d'Oxford.
Bolton fou director musical de la Glyndebourne Touring Opera (ara reanomenat Glyndebourne on Tour) de 1992 a 1997, i principal director de l'Orquestra de Cambra Escocesa des del 1994 al 1996. També va ocupar posicions de lideratge amb els Saint James's Baroque Players a Londres amb qui va enregistrar els concerts de clavicèmbal de Bach BWV 1053, 1054, 1058 el 1987, així com el Festival Lufthansa de Música de Barroc. Bolton va fer el debut a Nova York en dirigir la Mostly Mozart Festival Orchestra el 1998. Es focalitza en l'òpera del barroc i classicisme. Els seus enregistraments inclouen L'incoronazione di Poppea de Monteverdi (Farao Classics) i Iphigénie en Tauride de Gluck.
Des del 2004, Bolton és director principal de l'Orquestra del Mozarteum de Salzburg. Bolton ha dirigit l'Orquestra Mozarteum a The Proms.
El 12 d'abril de 2010 debuta al Liceu amb El rapte en el serrall de Mozart. Al Teatre Reial de Madird va dirigir Jenůfa, Fidelio I Alceste. El febrer 2014 va ser anomenat director d'aquest teatre per a cinc anys, a començar amb de la temporada 2015/2016. Bolton resideix a Barcelona.